# Atleta del Año de Associated Press
El primer premio al Atleta del Año en Estados Unidos fue iniciado por Associated Press (AP) en 1931. En una época en la que las mujeres en los deportes no recibían el mismo reconocimiento que los hombres, la AP ofreció un premio al atleta masculino y femenino del año a un atleta profesional o aficionado. Los premios son votados anualmente por un panel de editores deportivos de AP de todo Estados Unidos, que cubren principalmente deportes estadounidenses. Como resultado, una gran mayoría de los ganadores han sido estadounidenses. Sin embargo, los no estadounidenses también son elegibles para el honor y lo han ganado en algunas ocasiones.

## Atleta del Año de la AP
| Año  | Masculino                         | Masculino                       | Femenino                              | Femenino                                |
| Año  | Nombre                            | Deporte                         | NOmbre                                | Deporte                                 |
| ---- | --------------------------------- | ------------------------------- | ------------------------------------- | --------------------------------------- |
| 1931 | Pepper Martin                     | Grandes Ligas de Béisbol        | Helene Madison                        | Natación                                |
| 1932 | Gene Sarazen                      | Golf                            | Babe Didrikson                        | Atletismo                               |
| 1933 | Carl Hubbell                      | Grandes Ligas de Béisbol        | Helen Jacobs                          | Tenis                                   |
| 1934 | Dizzy Dean                        | Grandes Ligas de Béisbol        | Virginia Van Wie                      | Golf                                    |
| 1935 | Joe Louis                         | Boxeo                           | Helen Wills Moody                     | Tenis                                   |
| 1936 | Jesse Owens                       | Atletismo                       | Helen Stephens                        | Atletismo                               |
| 1937 | Don Budge                         | Tenis                           | Katherine Rawls                       | Natación                                |
| 1938 | Don Budge (2)                     | Tenis                           | Patty Berg                            | Golf                                    |
| 1939 | Nile Kinnick                      | Fútbol americano universitario  | Alice Marble                          | Tenis                                   |
| 1940 | Tom Harmon                        | Fútbol americano universitario  | Alice Marble (2)                      | Tenis                                   |
| 1941 | Joe DiMaggio                      | Grandes Ligas de Béisbol        | Betty Hicks Newell                    | Golf                                    |
| 1942 | Frank Sinkwich                    | Fútbol americano universitario  | Gloria Callen                         | Natación                                |
| 1943 | Gunder Hägg                       | Atletismo                       | Patty Berg (2)                        | Golf                                    |
| 1944 | Byron Nelson                      | Golf                            | Ann Curtis                            | Natación                                |
| 1945 | Byron Nelson (2)                  | Golf                            | Babe Didrikson Zaharias (2)           | Golf                                    |
| 1946 | Glenn Davis                       | Fútbol americano universitario  | Babe Didrikson Zaharias (3)           | Golf                                    |
| 1947 | Johnny Lujack                     | Fútbol americano universitario  | Babe Didrikson Zaharias (4)           | Golf                                    |
| 1948 | Lou Boudreau                      | Grandes Ligas de Béisbol        | Fanny Blankers-Koen                   | Atletismo                               |
| 1949 | Leon Hart                         | Fútbol americano universitario  | Marlene Bauer                         | Golf                                    |
| 1950 | Jim Konstanty                     | Grandes Ligas de Béisbol        | Babe Didrikson Zaharias (5)           | Golf                                    |
| 1951 | Dick Kazmaier                     | Fútbol americano universitario  | Maureen Connolly                      | Tenis                                   |
| 1952 | Bob Mathias                       | Atletismo                       | Maureen Connolly (2)                  | Tenis                                   |
| 1953 | Ben Hogan                         | Golf                            | Maureen Connolly (3)                  | Tenis                                   |
| 1954 | Willie Mays                       | Grandes Ligas de Béisbol        | Babe Didrikson Zaharias (6)           | Golf                                    |
| 1955 | Howard Cassady                    | Fútbol americano universitario  | Patty Berg (3)                        | Golf                                    |
| 1956 | Mickey Mantle                     | Grandes Ligas de Béisbol        | Pat McCormick                         | Diving                                  |
| 1957 | Ted Williams                      | Grandes Ligas de Béisbol        | Althea Gibson                         | Tenis                                   |
| 1958 | Herb Elliott                      | Atletismo                       | Althea Gibson (2)                     | Tenis                                   |
| 1959 | Ingemar Johansson                 | Boxeo                           | Maria Bueno                           | Tenis                                   |
| 1960 | Rafer Johnson                     | Atletismo                       | Wilma Rudolph                         | Atletismo                               |
| 1961 | Roger Maris                       | Grandes Ligas de Béisbol        | Wilma Rudolph (2)                     | Atletismo                               |
| 1962 | Maury Wills                       | Grandes Ligas de Béisbol        | Dawn Fraser                           | Natación                                |
| 1963 | Sandy Koufax                      | Grandes Ligas de Béisbol        | Mickey Wright                         | Golf                                    |
| 1964 | Don Schollander                   | Natación                        | Mickey Wright (2)                     | Golf                                    |
| 1965 | Sandy Koufax (2)                  | Grandes Ligas de Béisbol        | Kathy Whitworth                       | Golf                                    |
| 1966 | Frank Robinson                    | Grandes Ligas de Béisbol        | Kathy Whitworth (2)                   | Golf                                    |
| 1967 | Carl Yastrzemski                  | Grandes Ligas de Béisbol        | Billie Jean King                      | Tenis                                   |
| 1968 | Denny McLain                      | Grandes Ligas de Béisbol        | Peggy Fleming                         | Figure skating                          |
| 1969 | Tom Seaver                        | Grandes Ligas de Béisbol        | Debbie Meyer                          | Natación                                |
| 1970 | George Blanda                     | National Football League        | Chi Cheng                             | Atletismo                               |
| 1971 | Lee Trevino                       | Golf                            | Evonne Goolagong                      | Tenis                                   |
| 1972 | Mark Spitz                        | Natación                        | Olga Korbut                           | Gymnastics                              |
| 1973 | O. J. Simpson                     | National Football League        | Billie Jean King (2)                  | Tenis                                   |
| 1974 | Muhammad Ali                      | Boxeo                           | Chris Evert                           | Tenis                                   |
| 1975 | Fred Lynn                         | Grandes Ligas de Béisbol        | Chris Evert (2)                       | Tenis                                   |
| 1976 | Bruce Jenner                      | Atletismo                       | Nadia Comăneci                        | Gymnastics                              |
| 1977 | Steve Cauthen                     | Hípica                          | Chris Evert (3)                       | Tenis                                   |
| 1978 | Ron Guidry                        | Grandes Ligas de Béisbol        | Nancy Lopez                           | Golf                                    |
| 1979 | Willie Stargell                   | Grandes Ligas de Béisbol        | Tracy Austin                          | Tenis                                   |
| 1980 | Equipo olímpico de Estados Unidos | Hockey sobre hielo              | Chris Evert Lloyd (4)                 | Tenis                                   |
| 1981 | John McEnroe                      | Tenis                           | Tracy Austin (2)                      | Tenis                                   |
| 1982 | Wayne Gretzky                     | National Hockey League          | Mary Tabb                             | Atletismo                               |
| 1983 | Carl Lewis                        | Atletismo                       | Martina Navratilova                   | Tenis                                   |
| 1984 | Carl Lewis (2)                    | Atletismo                       | Mary Lou Retton                       | Gymnastics                              |
| 1985 | Dwight Gooden                     | Grandes Ligas de Béisbol        | Nancy Lopez (2)                       | Golf                                    |
| 1986 | Larry Bird                        | National Basketball Association | Martina Navratilova (2)               | Tenis                                   |
| 1987 | Ben Johnson                       | Atletismo                       | Jackie Joyner-Kersee                  | Atletismo                               |
| 1988 | Orel Hershiser                    | Grandes Ligas de Béisbol        | Florence Griffith Joyner              | Atletismo                               |
| 1989 | Joe Montana                       | National Football League        | Steffi Graf                           | Tenis                                   |
| 1990 | Joe Montana (2)                   | National Football League        | Beth Daniel                           | Golf                                    |
| 1991 | Michael Jordan                    | National Basketball Association | Monica Seles                          | Tenis                                   |
| 1992 | Michael Jordan (2)                | National Basketball Association | Monica Seles (2)                      | Tenis                                   |
| 1993 | Michael Jordan (3)                | National Basketball Association | Sheryl Swoopes                        | Baloncesto universitario                |
| 1994 | George Foreman                    | Boxeo                           | Bonnie Blair                          | Patinaje de velocidad                   |
| 1995 | Cal Ripken Jr.                    | Grandes Ligas de Béisbol        | Rebecca Lobo                          | Baloncesto universitario                |
| 1996 | Michael Johnson                   | Atletismo                       | Amy Van Dyken                         | Natación                                |
| 1997 | Tiger Woods                       | Golf                            | Martina Hingis                        | Tenis                                   |
| 1998 | Mark McGwire                      | Grandes Ligas de Béisbol        | Se Ri Pak                             | Golf                                    |
| 1999 | Tiger Woods (2)                   | Golf                            | Selección de fútbol de Estados Unidos | Fútbol                                  |
| 2000 | Tiger Woods (3)                   | Golf                            | Marion Jones                          | Atletismo                               |
| 2001 | Barry Bonds                       | Grandes Ligas de Béisbol        | Jennifer Capriati                     | Tenis                                   |
| 2002 | Lance Armstrong                   | Ciclismo                        | Serena Williams                       | Tenis                                   |
| 2003 | Lance Armstrong (2)               | Ciclismo                        | Annika Sörenstam                      | Golf                                    |
| 2004 | Lance Armstrong (3)               | Ciclismo                        | Annika Sörenstam (2)                  | Golf                                    |
| 2005 | Lance Armstrong (4)               | Ciclismo                        | Annika Sörenstam (3)                  | Golf                                    |
| 2006 | Tiger Woods (4)                   | Golf                            | Lorena Ochoa                          | Golf                                    |
| 2007 | Tom Brady                         | National Football League        | Lorena Ochoa (2)                      | Golf                                    |
| 2008 | Michael Phelps                    | Natación                        | Candace Parker                        | Women's National Basketball Association |
| 2009 | Jimmie Johnson                    | NASCAR                          | Serena Williams (2)                   | Tenis                                   |
| 2010 | Drew Brees                        | National Football League        | Lindsey Vonn                          | Skiing                                  |
| 2011 | Aaron Rodgers                     | National Football League        | Abby Wambach                          | Soccer                                  |
| 2012 | Michael Phelps (2)                | Natación                        | Gabby Douglas                         | Gymnastics                              |
| 2013 | LeBron James                      | National Basketball Association | Serena Williams (3)                   | Tenis                                   |
| 2014 | Madison Bumgarner                 | Grandes Ligas de Béisbol        | Mo'ne Davis                           | Ligas Menores de Béisbol                |
| 2015 | Stephen Curry                     | National Basketball Association | Serena Williams (4)                   | Tenis                                   |
| 2016 | LeBron James (2)                  | National Basketball Association | Simone Biles                          | Gimnasia deportiva                      |
| 2017 | José Altuve                       | Grandes Ligas de Béisbol        | Katie Ledecky                         | Natación                                |
| 2018 | LeBron James (3)                  | National Basketball Association | Serena Williams (5)                   | Tenis                                   |
| 2019 | Kawhi Leonard                     | National Basketball Association | Simone Biles (2)                      | Gimnasia deportiva                      |
| 2020 | LeBron James (4)                  | National Basketball Association | Naomi Osaka                           | Tenis                                   |
| 2021 | Shohei Ohtani                     | Grandes Ligas de Béisbol        | Candace Parker (2)                    | Women's National Basketball Association |
| 2022 | Aaron Judge                       | Grandes Ligas de Béisbol        | Katie Ledecky (2)                     | Natación                                |
| 2023 | Shohei Ohtani (2)                 | Grandes Ligas de Béisbol        | Simone Biles (3)                      | Gimnasia deportiva                      |
| 2023 | Shohei Ohtani (3)                 | Grandes Ligas de Béisbol        | Caitlin Clark                         | Women's National Basketball Association |

## Múltiples premios
| Nombre          | Deporte          | Premios | Años                   |
| --------------- | ---------------- | ------- | ---------------------- |
| Lance Armstrong | Ciclismo         | 4       | 2002, 2003, 2004, 2005 |
| Tiger Woods     | Golf             | 4       | 1997, 1999, 2000, 2006 |
| LeBron James    | Baloncesto       | 4       | 2013, 2016, 2018, 2020 |
| Michael Jordan  | Baloncesto       | 3       | 1991, 1992, 1993       |
| Don Budge       | Tenis            | 2       | 1937, 1938             |
| Byron Nelson    | Golf             | 2       | 1944, 1945             |
| Sandy Koufax    | Béisbol          | 2       | 1963, 1965             |
| Carl Lewis      | Atletismo        | 2       | 1983, 1984             |
| Joe Montana     | Fútbol americano | 2       | 1989, 1990             |
| Michael Phelps  | Natación         | 2       | 2008, 2012             |

| Nombre              | Deporte        | Premios | Años                               |
| ------------------- | -------------- | ------- | ---------------------------------- |
| Babe Didrikson      | Golf/Atletismo | 6       | 1932, 1945, 1946, 1947, 1950, 1954 |
| Serena Williams     | Tenis          | 5       | 2002, 2009, 2013, 2015, 2018       |
| Chris Evert         | Tenis          | 4       | 1974, 1975, 1977, 1980             |
| Maureen Connolly    | Tenis          | 3       | 1951, 1952, 1953                   |
| Annika Sörenstam    | Golf           | 3       | 2003, 2004, 2005                   |
| Alice Marble        | Tenis          | 2       | 1939, 1940                         |
| Althea Gibson       | Tenis          | 2       | 1957, 1958                         |
| Wilma Rudolph       | Atletismo      | 2       | 1960, 1961                         |
| Mickey Wright       | Golf           | 2       | 1963, 1964                         |
| Kathy Whitworth     | Golf           | 2       | 1965, 1966                         |
| Billie Jean King    | Tenis          | 2       | 1967, 1973                         |
| Tracy Austin        | Golf           | 2       | 1979, 1981                         |
| Nancy Lopez         | Golf           | 2       | 1978, 1985                         |
| Martina Navratilova | Tenis          | 2       | 1983, 1986                         |
| Monica Seles        | Tenis          | 2       | 1991, 1992                         |
| Lorena Ochoa        | Golf           | 2       | 2006, 2007                         |
| Simone Biles        | Gimnasia       | 2       | 2016, 2019                         |
| Candace Parker      | Baloncesto     | 2       | 2008, 2021                         |
| Katie Ledecky       | Natación       | 2       | 2017, 2022                         |

## Atleta de la Década de la AP
| Década | Masculino      | Masculino          | Femenino        | Femenino      |
| Década | Nombre         | Deporte            | Nombre          | Deporte       |
| ------ | -------------- | ------------------ | --------------- | ------------- |
| 1960s  | Arnold Palmer  | Golf               | No se entregó   | No se entregó |
| 1970s  | Jack Nicklaus  | Golf               | No se entregó   | No se entregó |
| 1980s  | Wayne Gretzky  | Hockey sobre hielo | No se entregó   | No se entregó |
| 1990s  | Michael Jordan | Baloncesto         | No se entregó   | No se entregó |
| 2000s  | Tiger Woods    | Golf               | No se entregó   | No se entregó |
| 2010s  | LeBron James   | Baloncesto         | Serena Williams | Tenis         |